# Royal FC de Muramvya
Royal FC de Muramvya hoặc gọi tắt Royal là một câu lạc bộ bóng đá Burundi đến từ Muramvya. Sân nhà của họ là Stade Municipal de Muramvya với sức chứa 2.000 chỗ ngồi.
Hiện tại đội bóng đang thi đấu ở Giải bóng đá ngoại hạng Burundi, giải đấu cao nhất của bóng đá Burundi.